# Cristiana Parenzan
Cristiana Parenzan (* 2. Februar 1970 in Pescara) ist eine ehemalige italienische Beachvolleyballspielerin.

## Karriere
Parenzan wurde 1994 mit Lucilla Perrotta Dritte der ersten Europameisterschaft in Espinho. In den folgenden zehn Jahren spielte sie mit wechselnden Partnerinnen, bestes Ergebnis war dabei das Erreichen des Achtelfinales mit Monica Maran bei den French Open in Marseille im Juli 1997.